# Ben d’Armagnac
Ben d’Armagnac (* 28. März 1940 in Amsterdam; † 28. September 1978 ebenda) war ein niederländischer Performancekünstler belgischer Herkunft.

## Leben und Werk
Ben d’Armagnac studierte von 1959 bis 1963 Malerei an der Kunstakademie von Antwerpen. Seit 1965 arbeitete er mit dem Künstler Gerrit Dekker zusammen und stellte gemeinsam mit ihm aus. Sie zeigten zum Beispiel 1966 in der Galerie Wide White Space in Antwerpen eine Rauminstallation mit drei Holzstapeln (Holzstapel je 140 × 200 × 200 cm). Nach der Trennung von Dekker wandte er sich verstärkt Environments (Installation) und der Performance zu. D’Armagnac gehörte zu den Performance-Künstlern, die sich mit ihren Arbeiten bedrohlichen und lebensgefährdeten Situationen aussetzten. 1975 war d’Armagnac Teilnehmer an der IX. Biennale von Paris, im Jahr 1977 lud ihn Manfred Schneckenburger zur documenta 6 nach Kassel ein.
„In seinen Performances untersucht Ben d´Armagnac eigene Lebenssituationen, deren spezifische Erfahrungen er dem Zuschauer vermitteln möchte. Ereignisse, Handlungen und Symbole mit welchen der Künstler konfrontiert ist, die ihn beschäftigen, auf ihn zukommen, werden in Übersetzungen dem Rezipienten vermittelt, ihm als Denkmuster vorgeführt. Betonte Vermittlungsabsichten, die d´Armagnac als „rituelle Handlung die zu menschlichen Erfahrungen und Gefühlen zurückgeht“ beschreibt, charakterisieren seine Arbeit“.
1978 fand eine Performance in New York statt, bei der er auf der Terrasse vor dem Brooklyn Museums lag, „…in einem schwarzen Anzug auf weißen Platten, während ihm ein Wasserstrahl direkt auf das Herz zielte“. Sein Herzschlag wurde – durch einen Lautsprecher verstärkt – auf den Platz übertragen. Während er anfangs noch heftig atmete und seine Arme leicht bewegte, setzte bei schärfer werdendem Strahl Atmung, Herzschlag und Bewegung plötzlich aus. Bevor sich das Publikum aus seinem Schreck lösen und Hilfe herbeiholen konnte, sprang der Künstler auf und lief weg. Im gleichen Jahr ertrank d’Armagnac bei einem Unfall in einer Amsterdamer Gracht.